# Сфакс (вілаєт)
Сфакс (араб. ولاية صفاقس) — вілаєт Тунісу. Адміністративний центр — м. Сфакс. Площа — 7 545 км². Населення — 904 900 осіб (2007).

## Географічне положення
Розташований в східній частині країни. На півночі межує з вілаєтом Махдія, на північному заході — з вілаєтом Кайруан, на заході — з вілаєтом Сіді-Бузід, на південному заході — з вілаєтом Габес. На сході омивається водами Середземного моря (затока Габес).
До складу вілаєту входять острови Керкенна.

## Населені пункти
- Сфакс
- Акареб
- Беер-Алі-Бен-Халіфа
- Беер-Салах
- Шейхія
- Ель-Аїн
- Країба
- Кремда
- Джебіньяна
- Ремла
- Ель-Хенша
- Махрес
- Мензель-Шакер
- Сак'єт-ед-Даер
- Сак'єт-ез-Зіт
- Схіра
- Тіна

| Туніс | Це незавершена стаття з географії Тунісу. Ви можете допомогти проєкту, виправивши або дописавши її. |